# Exocentrus coronatus
Exocentrus coronatus är en skalbaggsart som beskrevs av Holzschuh 2007. Exocentrus coronatus ingår i släktet Exocentrus och familjen långhorningar. Inga underarter finns listade i Catalogue of Life.